# Matthew Boling
Matthew Boling (Houston, 20 de junho de 2000) é um velocista norte-americano, campeão mundial no revezamento 4x400 m misto em Budapeste 2023, que estabeleceu um novo recorde mundial para a prova, 3:08.80.